# Molins fariners des Jonquet

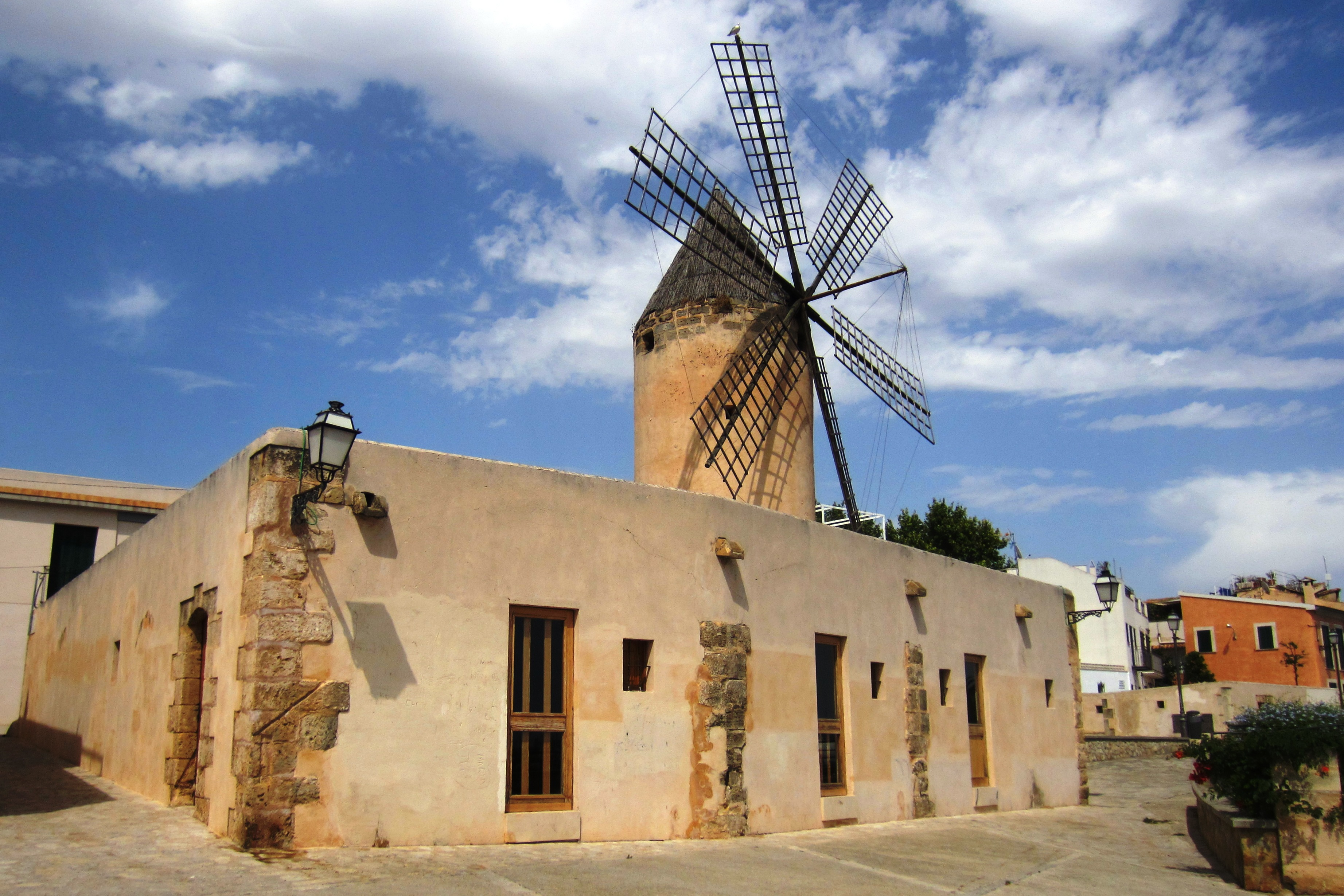
Molí del Jonquet

Al barri del Jonquet, hi ha constància d'haver-hi fins a nou molins de vent fariners, situats a l'antiga zona de penya-segats del Jonquet, amb noms com Molí d'en Gelós, molí d’en Garleta, molí d'en Budellet, el molí d’en Carreres, molí del Nom de Déu i molí de sa Garriguera. Altres molins, com el molí d’en Toni Trossos, només conserva part del casal, i el molí d’en Moll fou enderrocat l’any 1975.
La funció d'aquests molins era moldre el gra i produir farina per a consum local, mitjançant l’energia eòlica.
A la plaça Cerdà es conserva la torreta d'un altre molí, aquest d'extracció d'aigua, i presenta trets de modernisme popular.
Tots aquests elements han estat inclosos dins la declaració com a conjunt històric del barri del Jonquet.